# Leptacis gahani
Leptacis gahani är en stekelart som beskrevs av Fouts 1924. Leptacis gahani ingår i släktet Leptacis och familjen gallmyggesteklar. Inga underarter finns listade i Catalogue of Life.